# Vigilantius (Heermeister)
Vigilantius († 409) war ein spätantiker weströmischer Heermeister (magister militum).
Vigilantius diente unter dem weströmischen Kaiser Honorius, der jedoch seit seinem Regierungsantritt 395 unter der Vormundschaft des Heermeisters Stilicho stand. Nachdem Stilicho im August 408 auf Betreiben des magister officiorum Olympius gestürzt und enthauptet worden war, wurde Vigilantius zum comes domesticorum ernannt, dem Führer der kaiserlichen Leibgarde, einem sehr mächtigen Militäramt. Genauer scheint er comes domesticorum equitum, das heißt Führer der berittenen Leibgarde, gewesen zu sein. Er gehörte offenbar zu den Unterstützern des Olympius. Schon bald darauf wurde er neben Turpilio zu einem der magistri militum (Heermeister). Formal hatte Turpilio dabei als magister peditum das Oberkommando über die Infanterie, Vigilantius als magister equitum das über die Kavallerie inne. Damit hatte er nunmehr das mächtigste Militäramt im Weströmischen Reich inne.
Wiederum wenig später, wahrscheinlich im Frühjahr 409, brach jedoch eine Militärrevolte in der Kaiserresidenz Ravenna aus. Diese war laut dem Geschichtsschreiber Zosimos von dem Prätorianerpräfekten Iovius und Allobichus, dem Nachfolger des Vigilantius als comes domesticorum, angestiftet worden. Die aufständischen Soldaten forderten die Übergabe von Vigilantius und Turpilio an sie. Honorius gab ihnen nach, verbannte sie aber nur und ließ sie auf ein Schiff schaffen. Iovius habe dann laut Zosimos die Ermordung der beiden Heermeister auf dem Schiff in Auftrag gegeben, die auch durchgeführt worden sei. Warum Vigilantius und Turpilio bei den Truppen in Ravenna so verhasst waren, geht aus dem Bericht des Zosimos nicht direkt hervor. In der Forschung wurde immer wieder vermutet, dass sich im Hintergrund ein vielleicht auch ethnisch begründeter Konflikt zwischen den Anhängern Stilichos, die Germanen waren, und anderen Gruppen innerhalb des Heeres abspielte.
Nach der Revolte wurde Allobichus direkter Nachfolger des Vigilantius als magister equitum.